# Кегеян Арутюн Левонович
Арутюн Левонович Кегеян (вірм. Հարություն Լևոնի Քեհեյան; 9 квітня 1930, Афіни, Греція — 17 квітня 2015, Єреван, Вірменія) — радянський футболіст, півзахисник, який раніше грав на позиції нападника. Майстер спорту (1959), заслужений майстер спорту (1960), Заслужений тренер Вірменської РСР (1970).

## Клубна кар'єра
Народився в 1930 році в Афінах і жив там до 16 років.
Кегеян є одним з найбільш яскравих індивідуальностей вірменського футболу. У 1960 році першим з вірменських футболістів отримав звання заслуженого майстра спорту і довгий час залишався єдиним у Вірменії заслуженим майстром спорту з футболу. Кегеян у складі єреванського «Спартака» брав участь у фінальному матчі на Кубок СРСР з футболу 1954 року проти київського «Динамо».
Кегеян був футболістом універсального плану: успішно грав на місці правого інсайда, і в середній лінії. Відмінно бачив поле, багато комбінував, володів унікальним дриблінгом. Ці якості привернули увагу тренерів московського «Спартака», і він був запрошений в 1955 році в столичний клуб, де його партнерами були майбутні олімпійські чемпіони: М. Симонян, А. Ільїн, Б. Татушин, А. Ісаєв, І. Нетто та ін.
Не закріпившись у Москві наступного сезону повернувся в єревенський клуб, де і грав до завершення кар'єри у 1961 році
Залучався до складу збірної СРСР і грав у товариських матчах.

## Тренерська діяльність
У 1971—1974 роках був у тренерському складі єреванського «Арарату» — віце-чемпіона, чемпіона і володаря Кубка СРСР. Після цього успішно працював в юнацьких командах республіки.
З 1993 року був директором центрального стадіону «Раздан» у Єревані, де і помер у 2015 році.

## Досягнення
- «Арарат» (Єреван)
  - Фіналіст Кубка СРСР: 1954

- «Спартак» (Москва)
  - Срібний призер чемпіонату СРСР: 1955

## Особисте життя
- Онук — Саркіс Мовсесян, також став футболістом і виступав за «Арарат».